# Fat Albert
Fat Albert (Brasil: Grande Albert / Portugal: Albert, o Gordo) é um filme estadunidense de 2004, do gênero comédia, dirigido por Joel Zwick.

## Sinopse
A trama envolve Alberto Gordo e sua turma deixando o mundo dos desenhos animados e entrar no mundo real, a fim de ajudar uma adolescente lidar com os desafios de ser impopular, e não ter nenhum amigo, exceto sua irmã adotiva. Sua impopularidade resultou da sua tendência a retirar em um mundo só dela, como consequência da morte de seu avô, Alberto Rodrigues, que na verdade era a inspiração para o personagem Alberto Gordo. Cabe a Alberto Gordo e sua turma para mostrar que ela é especial e pode fazer amigos.
O filme abre com uma seqüência de animação com Grande Albert (Kenan Thompson) executar música da série original "tema" Gonna Have A Good Time ".
Na vida real, Doris (Kyla Pratt) é uma adolescente triste ainda se recupera da morte de seu avô, ignorando sua irmã adotiva, Lauri(Dania Ramirez), os esforços para trazê-la de uma vida social. Ao saber que seus pais será afastado para o fim de semana, Doris infelizmente deixa uma lágrima bateu no controle remoto da TV, como o Fat Albert and the Kids Cosby está ligado. A lágrima abre o mundo da TV para o mundo real e Alberto gordo e sua turma (Keith Robinson, Shedrack Anderson III, Jermaine Williams, Alphonso McAuley, Aaron Frazier e Marques Houston) (menos pouco Bill irmão Russell (Jeremy Suarez) vão ajudar. Doris ela insiste que ela está bem, mas o grupo não pode deixar ela. O show acabou e eles têm que esperar até o show do dia seguinte para voltar. Doris e eles seguem para a escola no dia seguinte e são surpreendidos com a nova tecnologia, como computadores portáteis e à Internet. Enquanto isso, Russell permanece no mundo animado tentando defender o ferro-velho de valentões que querem assumir desde Grande Albert está fora.
Grande Albert também dá avisos a Lauri e se apaixona por ela. Em outra tentativa de ajudar a Doris, a turma convence algumas cheerleaders para convidar a todos para uma festa ao ar livre. Com alguma relutância, concorda em participar de Doris. Enquanto eles estão lá, danças Lauri com Grande Albert. Reggie Lauri ex-namorado chato (Omarion), tenta desesperadamente fazer ciumento dançando com Doris. Quando Lauri não notá-lo, ele tenta beijá Doris. Doris é ofendido e faz uma cena. Doris vai do partido e Grande Albert avisa o menino para ficar longe de Doris. No dia seguinte, Doris vai para a escola, mas pede a turma para ir ao parque, em vez de segui-la. HaroldoEsquisito, normalmente muito desajeitado, junta-se em um jogo de basquete e é capaz de reproduzir com perfeição. Mudinho, que não pode falar normalmente, é ensinado a falar de uma menina.Donald burro vai à biblioteca e é capaz de ler e tirar o chapéu cobrindo o rosto-de-rosa.
Quando Doris recebe-los e leva-los de volta à sua TV, Bucky,Donald Burro(que olhos flutuam na TV sem o chapéu), e saltar  Haroldo Esquisito na TV, mas o show termina antes do que os outros possam entrar. Fat Albert e Bill têm um argumento em particular sobre voltar (Grande Albert quer ficar no mundo real com Lauri). Enquanto isso, Rudy caiu no amor com Doris e pergunta-lhe se ele era uma pessoa real que ela sempre sair com ele e ela disse que sim. Procurar orientação, Fat Albert literalmente cumpre seu criador, o Sr. Cosby (Bill Cosby como a si mesmo) e diz-lhe o dilema. Sr. Cosby lhe diz que seu personagem é baseado em Doris avô, o que explica a confusão Doris acabou por Albert parece tão familiar para ela. Sr. Cosby, então, diz Fat Albert que ele tem que voltar para a TV, ou ele vai se transformar em pó de celulóide. Devastado,Grande Albert tenta dizer Lauri que ele tem que sair, mas ela não acredita que ele é da televisão e pensa que ele é apenas um ser insensível.
No dia seguinte, Bill,Mudinho, e Rudy, voltar para a TV.Grande Albert espera e vai para uma reunião de trilha que Doris e Lauri que, em seguida, leva-los para casa e salta para a televisão (isso convence Lauri que o Grande Albert, que não estava mentindo para ela).
No final do filme, Mr. Bill Cosby e seus velhos amigos (que os personagens do show foram baseados em) estar na frente do túmulo de seu velho amigo Albert Robertson. Doris também está lá. Em seguida, o grupo de homens ter uma pequena corrida, mostrando não importa o quanto eles são velhos, eles ainda são crianças no coração, as mesmas crianças do programa de TV que ajudaram Bill Cosby inspirar.

## Elenco
- Kenan Thompson como Alberto Gordo
- Kyla Pratt como Doris Robertson
- Dania Ramirez como Lauri Robertson
- Shedrack Anderson III como Rudy
- Keith Robinson como Bill
- Marques Houston como Donald Burro
- Jermaine Williams como Mudinho
- Aaron Frazier como Haroldo Esquisito
- Alphonso McAuley como Bucky
- Bill Cosby como ele mesmo
- Omarion como Reggie
- J. Mack Slaughter, Jr. como Arthur
- Alice Greczyn como Becky
- Rick Overton como treinador Gillespie
- Keri Lynn Pratt como Heather
- Dylan Cash como Emmitt

### Aparições
- Aaron Carter como Darren (creditado como "Teen")
- Fonzworth Bentley como Salesman (como Derek 'Mr. Bentley' Watkins)
- Jeff Garlin como Jerry ( sem créditos )
- Joel Madden como Classmate com Mohawk ( sem créditos )
- Mase como Ele mesmo (arquivo de metragem)
- Nick Zano como Classmate
- Denise Richards como Vendedora (aparece no trailer, cenas deletadas do corte final)

### Vozes
- Jeremy Suarez como Russell
- Earl Billings como o Sr. Mudfoot
- Raven-Symoné como Danielle
- Catero Colbert como adolescente Chumbo
- Charles Duckworth como adolescente # 1
- Benjamin Diskin como adolescente # 2
- Josh Uhler como adolescente # 3
- Bill Ratner como Locutor

## Recepção
Comentários do filme foram, em geral negativa, conquistando 25% no Rotten Tomatoes, levando o consenso "A adaptação sem graça mas bem-humorado do desenho animado. No Metacritic, o filme mantém uma pontuação de 39 em 100, com base em 29 críticos, indicando "revisões geralmente desfavoráveis".
O filme arrecadou 48,6 milhões dólar em todo o mundo, contra um orçamento de 45 milhões dolares

## Prêmios e Nomeações
O filme recebeu uma indicação no Teens Choice Awards como melhor filme de animação, embora só seu início e final sejam ''Animados''.
| Prêmio              | Categoria               | Resultado |
| ------------------- | ----------------------- | --------- |
| Teens Choice Awards | Melhor filme de Animção | Nomeado   |

## Produção
Os locais de filmagem estavam em Philadelphia, Los Angeles e Valencia, Santa Clarita, Califórnia.

## Home media
Fat Albert foi lançado em VHS e DVD em 22 de março de 2005.

## Curiosidades

### Da Televisão Pra As Telonas
O filme Fat Albert foi inspirado na serie animado Fat Albert and the Cosby Kids que foi criado por Bill Cosby

### Série De TV
Bill Cosby, que aparece como ele mesmo, era a voz de Fat Albert, bem como outros personagens, na série de TV animada Gordo Alberto & A Turma Cosby (1972).

### Busca Extenuante
Uma audição aberta foi realizada em Nova York e Los Angeles, na esperança de escalar um jovem ator desconhecido para o papel de Fat Albert. Após a busca exaustiva e infrutífera em ambas as cidades, os produtores ofereceram o papel a Kenan Thompson.

### Rascunhos
Alguns personagens do filme tem seus nomes originados de antigos rascunho de Bill Cosby, tal como o nome de sua namorada, Doris, sua pista de corrida e salto em altura no Temple e de salto alto, e os "Buck, Buck" desenho que abre a parte animada do filme.

### Projeto Arrastado
A pré-produção começou em 1993. Tracy Coley foi originalmente escalado como Fat Albert. Mas, a produção estagnou, já que nenhum estúdio estava interessado nele. A produção foi retomada em 2001 e Omar Benson Miller foi escalado como Fat Albert, mas logo em seguida, o projeto parou novamente.

### Abandono
Forest Whitaker era o diretor original do filme, mas deixou o projeto alegando diferenças criativas.

### Créditos Finais
As pessoas listadas nos créditos finais da transmissão dos desenhos animados TV Land são verdadeiros profissionais de Hollywood, e alguns estão cerditados na equipe deste filme. O primeiro da lista, D. J. Gugenheim é listado como "Asst. A Z. Diddy". O apelido de Joel Zwick durante a produção era Z. Diddy, e D. J. Gugenheim era seu assistente.